# Etienne-René Potier de Gesvres
Etienne-René Potier de Gesvres, francoski rimskokatoliški duhovnik, škof in kardinal, * 2. januar 1697, Pariz, † 24. julij 1774.

## Življenjepis
18. februarja 1728 je bil imenovan za škofa Beauvaisa; 24. aprila 1728 je bil potrjen in 6. junija istega leta je prejel škofovsko posvečenje. S tega položaja se je upokojil 22. maja 1772.
5. aprila 1756 je bil povzdignjen v kardinala in 2. avgusta 1758 je bil ustoličen kot kardinal-duhovnik S. Agnese fuori le mura.